# Західний Ньяміна
Західний Ньяміна — один з 10 районів округу Центральна Річка Гамбії. Населення — 6 630 (2003). Фульбе — 57,64 %, мандінка — 27,30 %, 11,00 % — волоф (1993).